# Keck-observatoriet

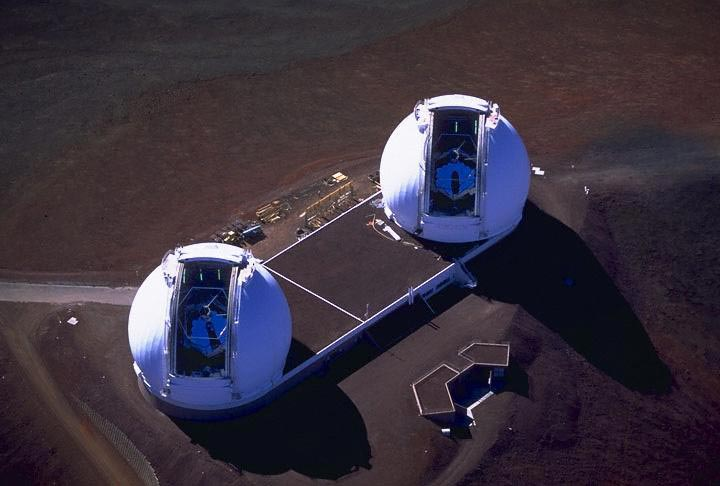
Keck-observatoriet

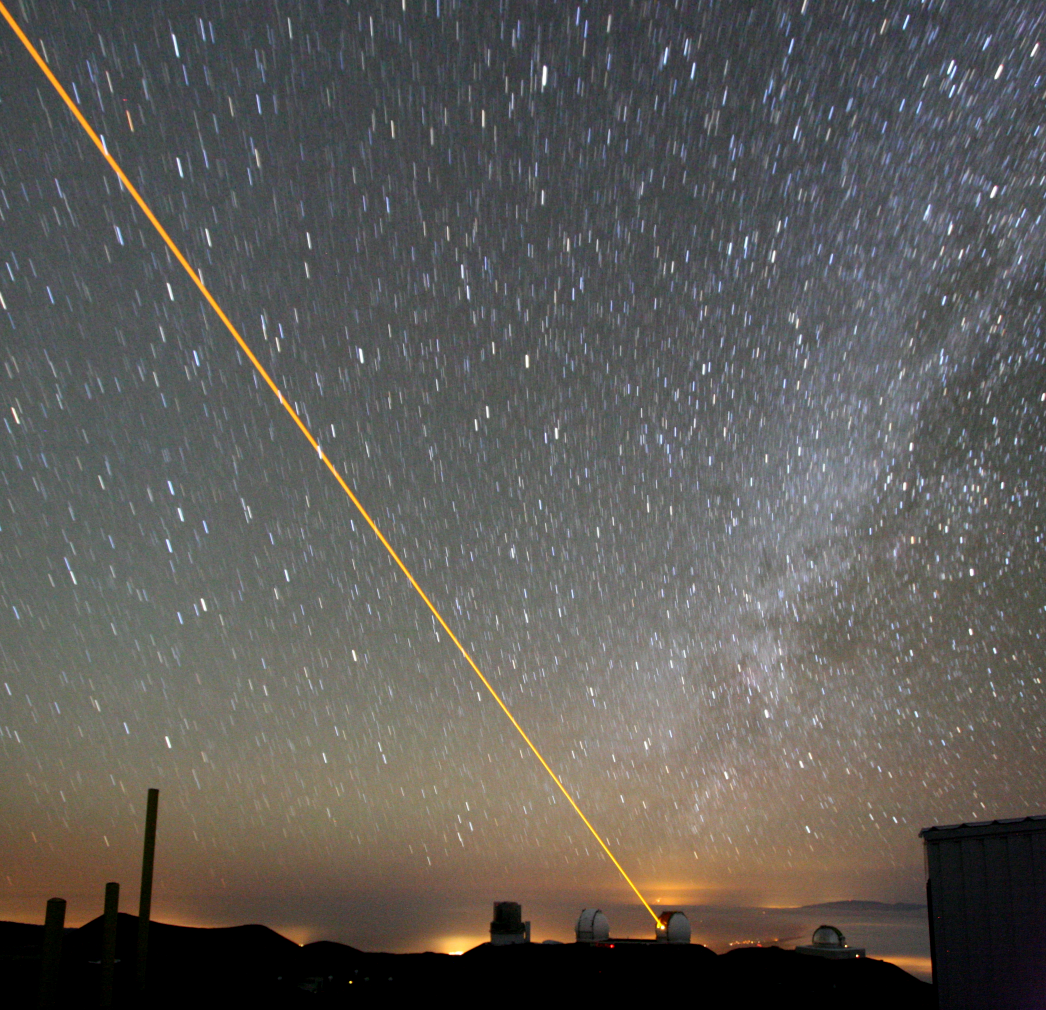
Laserguidestjärna på Keck-observatoriet

Keck-observatoriet, W. M. Keck Observatory, är ett observatorium på 4145 meters höjd på Mauna Kea, Hawaii.

## Upptäckter
Astronomer vid Keck var med och utforskade universums accelererande expansion, vilket gav Nobelpriset i fysik 2011. Keck-observatoriet bekräftade det supermassiva svarta hålet i Vintergatans centrum, med hjälp av teleskopens adaptiva optik.

## Teknologi
Keck-observatoriet består av två teleskop, som vart och ett har en spegeldiameter på tio meter. Vardera spegel består av 36 sexkantiga mindre speglar, som kompenserar för atmosfäriska störningar genom att ändra läge 2 000 gånger per sekund. Detta är en del i det adaptiv optik-system som observatoriet använder för att komma undan i princip alla störningar från jordens atmosfär och som gör att observatoriet kan ta nästan lika skarpa bilder som Hubble-teleskopet. År 2004 förbättrades tekniken ytterligare då teleskopen försågs med laserguidestjärnor, vilket gör att teleskopen kan använda den adaptiva optiken på nästan hela himlen.
Teleskopens främsta styrka är att de kan fås att samverka och tillsammans prestera vad som motsvarar ett teleskop av ungefär en fotbollsplans storlek. Den teknik som gör sammanslagningen möjlig kallas interferometri, och det är tack vare den som forskarna har upptäckt stenplaneten kring Gliese 876. En stor fördel med interferometri är att den, förutom att göra en signal starkare, även kan göra den svagare. Denna bieffekt är till för att dämpa det bländande ljuset från en stjärna, vilket gör det lättare att urskilja de objekt som befinner sig nära stjärnan.